# OZNA
Oddelek za zaščito naroda (kratica OZNA — srbohrvaško Odeljenje za zaštitu naroda, Одељење за заштиту народа, ОЗНА) je bila varnostno-obveščevalna služba FLRJ. Oddelek je bil ustanovljen 13. maja 1944. Leta 1946 je bila OZNA razdeljena na civilni in vojaški oddelek: nastala sta civilna UDBA (Uprava za državno varnost, srbohrvaško Uprava državne bezbjednosti) in vojaška protiobveščevalna služba KOS, ki je bil leta 1955 preoblikovan v OB (Organ za varnost, hrvaško Organ bezbjednosti), UDBA pa leta 1966 v SDB (srbohrvaško Služba državne bezbjednosti).
Po koncu 2. svetovne vojne je OZNA organizirala in upravljala koncentracijska taborišča za internacijo pripadnikov nemške in madžarske narodne manjšine, pripadnikov protikomunističnih vojaških formacij (domobrancev, ustašev, četnikov in kolaborantov z nacisti in fašisti). V primeru domobrancev so pripadniki slovenske OZNE ujetnike kratko zasliševali in zapisnike pošiljali vodstvu slovenske OZNE (vodil ga je Ivan Maček - Matija), kjer so zaslišance razvrščali v skupine A, B ali C (uvrstitev v skupino B ali C je v večini primerov pomenila usmrtitev). Določene za usmrtitev so navadno zvečer odpeljali na kraj usmrtitve: iz Teharij z avtomobili do opuščenih rudniških rovov pri Hrastniku, iz Šentvida pa z vlakom do Kočevja in naprej s tovornjaki do kraških brezen v Kočevskem Rogu, med katerimi je najbolj znano brezno pod Krenom.
Največ množičnih usmrtitev v Sloveniji je bilo v obdobju med majem in julijem 1945. Leta 1946 pa je bila sprejeta ustava Federativne ljudske republike Jugoslavije in OZNA je morala taborišča prepustiti organom ministrstva za notranje zadeve.
Vloga OZNE se je kazala tudi v krilatici: »OZNA sve dozna« (OZNA izve vse).